# John Waugh
John Stewart Waugh (Willimantic, 25 de abril de 1929 — 22 de agosto de 2014) foi um químico estadunidense. Foi professor do Instituto de Tecnologia de Massachusetts.